# Bahna (okręg Mehedinți)
Bahna – wieś w Rumunii, w okręgu Mehedinți, w gminie Ilovița. W 2011 roku liczyła 418 mieszkańców.